# Pian di Venola
Pian di Vénola (Pian d Vannla in dialetto bolognese) è una frazione del comune di Marzabotto, nella città metropolitana di Bologna, in Emilia-Romagna.

## Geografia

### Geografia fisica
Sorge ai piedi del Monte Sole, appena fuori dai confini del Parco regionale storico di Monte Sole, sulle rive del torrente Venola, a breve distanza dalla sua confluenza nel fiume Reno, a circa 1,5 km a sud-ovest del capoluogo comunale, nell'Appennino bolognese.

### Geografia antropica
L'abitato è percorso lungo l'asse Nord-Sud dalla strada statale 64 Porrettana, nonché servita dalla stazione ferroviaria omonima alla frazione, posta sulla linea Bologna-Pistoia.

## Storia

### Seconda guerra mondiale
Tra il 23 e il 25 giugno 1944, la frazione fu interessata dal cosiddetto episodio di Pian di Venola, relative alle azioni di resistenza del 21 giugno 1944, in cui i partigiani della brigata "Stella Rossa" attaccarono una camionetta tedesca a Pradole di Montepastore (Monte San Pietro), uccidendo quattro soldati e impossessandosi di documenti relativi alla Linea Gotica. Il giorno successivo, iniziò un rastrellamento tedesco che portò a uno scontro a Montasico (Marzabotto), dove due partigiani vennero uccisi e uno catturato.
Il 24 giugno, le forze della GNR e tedesche rastrellarono le aree di Monte Vignola, incendiando case e uccidendo civili. Circa quaranta persone furono rastrellate, ma il parroco locale ottenne la liberazione di quasi tutti i prigionieri, eccetto alcuni deportati in Germania. L'operazione si concluse con l'uccisione di quattro civili a Pian di Venola, seguita dall'intercessione del parroco che riuscì a ottenere il rilascio di altri prigionieri.